# 뉴욕의 공항

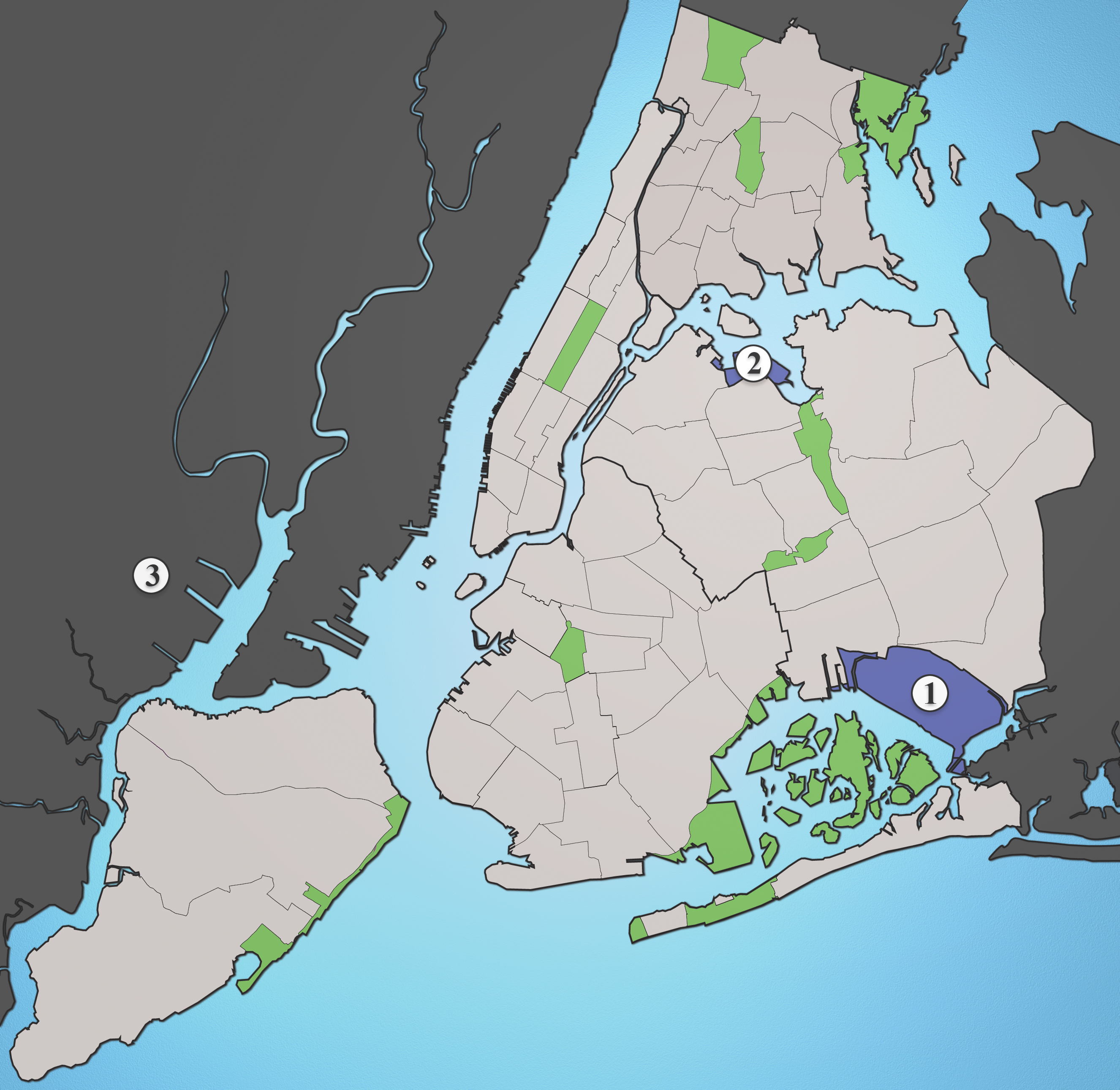
뉴욕 일대의 세 개의 대표적인 공항:
1) 존 F. 케네디 국제공항 (JFK)
2) 라과디아 공항 (LGA)
3) 뉴어크 리버티 국제공항 (EWR)

뉴욕의 공항의 특징 중 하나는 뉴욕이 국제 여객에게 있어서 미국 최대의 관문이라는 점이다. 뉴욕 도시권에는 퀸스 지역에 존 F. 케네디 국제공항, 라과디아 공항, 뉴저지에 뉴어크 리버티 국제공항 3개가 있다. 특히 존 F. 케네디 공항은 전 세계의 편리한 장소로 거점이 되고있다. 또한 네 번째 공항으로 뉴욕 뉴버그 근교의 스튜어트 국제공항이 위 3개의 공항을 관리하는 뉴욕 뉴저지 항만 공사에 흡수하여, 증가하는 여객에 대응하기 위한 완화 공항으로 확장 및 정비될 계획이 있다.
- 존 F. 케네디 국제공항 : 퀸스 남부에 위치.
- 뉴어크 리버티 국제공항 : 뉴저지주 뉴어크와 엘리자베스에 위치.
- 라과디아 공항 : 퀸스 북부에 위치.

## 같이 보기
- 뉴욕의 교통